# Karhujärvi (sjö i Finland, Kajanaland, lat 64,60, long 27,80)
Karhujärvi är en sjö i Finland. Den ligger i kommunen Puolango i landskapet Kajanaland, i den centrala delen av landet, 500 km norr om huvudstaden Helsingfors. Karhujärvi ligger 211,9 meter över havet. Den är 6,44 meter djup. Arean är 34,4 hektar och strandlinjen är 4,23 kilometer lång. Sjön  ingår i Uleälvens huvudavrinningsområde. 